# Falkenhof Glacier
Falkenhof Glacier är en glaciär i Antarktis. Den ligger i Östantarktis. Nya Zeeland gör anspråk på området. Falkenhof Glacier ligger 1 982 meter över havet.
Terrängen runt Falkenhof Glacier är kuperad åt sydväst, men åt nordost är den bergig.  Trakten är obefolkad. Det finns inga samhällen i närheten. 